# Ritosaari (ö i Södra Savolax, Pieksämäki)
Ritosaari är en ö i Finland. Den ligger i sjön Suuri Ritolampi och i kommunen Jockas i den ekonomiska regionen  Pieksämäki ekonomiska region  och landskapet Södra Savolax, i den södra delen av landet, 250 km nordost om huvudstaden Helsingfors. Öns area är 1,2 hektar och dess största längd är 150 meter i sydöst-nordvästlig riktning.